# Жамбыл (Железинский район)
Жамбыл (каз. Жамбыл) — упразднённое село в Железинском районе Павлодарской области Казахстана. Входит в состав Озерновского сельского округа. Код КАТО — 554257200. Ликвидировано в 2018 г.

## Население
В 1999 году население села составляло 349 человек (187 мужчин и 122 женщины). По данным переписи 2009 года, в селе проживало 83 человека (44 мужчины и 39 женщин).